# Ptychohyla legleri
Espèce
Synonymes
- Hyla legleri Taylor, 1958

Statut de conservation UICN

 EN B1ab(iii) : En danger
Ptychohyla legleri est une espèce d'amphibiens de la famille des Hylidae.

## Répartition
Cette espèce se rencontre entre 880 et 1 524 m d'altitude sur le versant Pacifique de la cordillère de Talamanca dans l'est du Costa Rica et dans l'extrême Ouest du Panama.

## Étymologie
Cette espèce est nommée en l'honneur de John Marshall Legler.

## Publication originale
- Taylor, 1958 : Additions to the known herpetological fauna of Costa Rica with comments on other species. The University of Kansas Science Bulletin, vol. 39, no 1, p. 1-40 (texte intégral).